# Ringelfüßige Röhrenspinne
Die Ringelfüßige Röhrenspinne (Eresus sandaliatus) ist eine Spinne aus der Familie der Röhrenspinnen (Eresidae). Wie die anderen Arten, die aus dem Artenkomplex um Eresus cinnaberinus hervorgegangen sind, wird sie gelegentlich auch Zinnoberrote Röhrenspinne genannt. Eine weitere Bezeichnung ist Rote Röhrenspinne, wobei es zu Verwechslungen mit der nah verwandten, optisch ähnlichen und gleichnamigen Roten Röhrenspinne (Eresus kollari) kommen kann. Der deutschsprachige Trivialname „Ringelfüßige Röhrenspinne“ ist vom Erscheinungsbild der Art, besonders dem des Männchens, abgeleitet und deutet auf die arttypische Ringelung der Beine hin. Wie andere Vertreter der Echten Röhrenspinnen (Eresus) zeichnet sich auch diese Art durch einen auffälligen Sexualdimorphismus (Geschlechtsunterschied) aus. Das kleinere und auffällig gefärbte Männchen, dessen Prosoma (Vorderkörper) schwarz gefärbt ist, weist auf dem ansonsten oben rot gefärbten Opisthosoma (Hinterleib) zumeist drei hintereinander angelegte Paare schwarzer Punkte auf. Im Kontrast zum Männchen ist das größere Weibchen ebenso wie bei den anderen Vertretern der Gattung nahezu gänzlich schwarz gefärbt und vereinzelt mit weißen oder rostroten Haaren versehen.
Die Ringelfüßige Röhrenspinne besitzt das nördlichste Verbreitungsgebiet aller Echten Röhrenspinnen und kommt in Nord- und Mitteleuropa einschließlich dem Süden des Vereinigten Königreiches (England) vor, wobei das Vorkommen der Art nach Westen hin im Norden Frankreichs, nach Süden hin in Österreich und nach Osten hin in Tschechien endet. Nördlich reicht das Verbreitungsgebiet bis in den Süden Schwedens hinein. Die Ringelfüßige Röhrenspinne bewohnt ähnlich wie die Rote Röhrenspinne bevorzugt trockene und sandige Heidelandschaften und ist genau wie diese durch den Rückgang ihrer Lebensräume stark bedroht. Aufgrund dessen genießt die Ringelfüßige Röhrenspinne in einigen Ländern, in denen sie vertreten ist, gesetzlichen Schutz.
Die Ringelfüßige Röhrenspinne legt ein für die Familie typisches Fangnetz an, das aus einem waagerechten Netzteppich besteht. Dieser Netzteppich verfügt auf der einen Seite über Fangfäden und geht auf der anderen Seite in eine von der Spinne selbst gegrabene Wohnröhre über, in der diese sich zumeist aufhält. Diese Wohnröhre wird zum Beutefang oder von Männchen während der Paarungszeit verlassen, damit dieses sich auf die Suche nach einem Weibchen begeben kann. Die Jungtiere verbleiben anfangs im Unterschlupf der Mutter und saugen diese nach ihrem Ableben aus. Im folgenden Frühjahr verselbstständigen sie sich.

## Merkmale

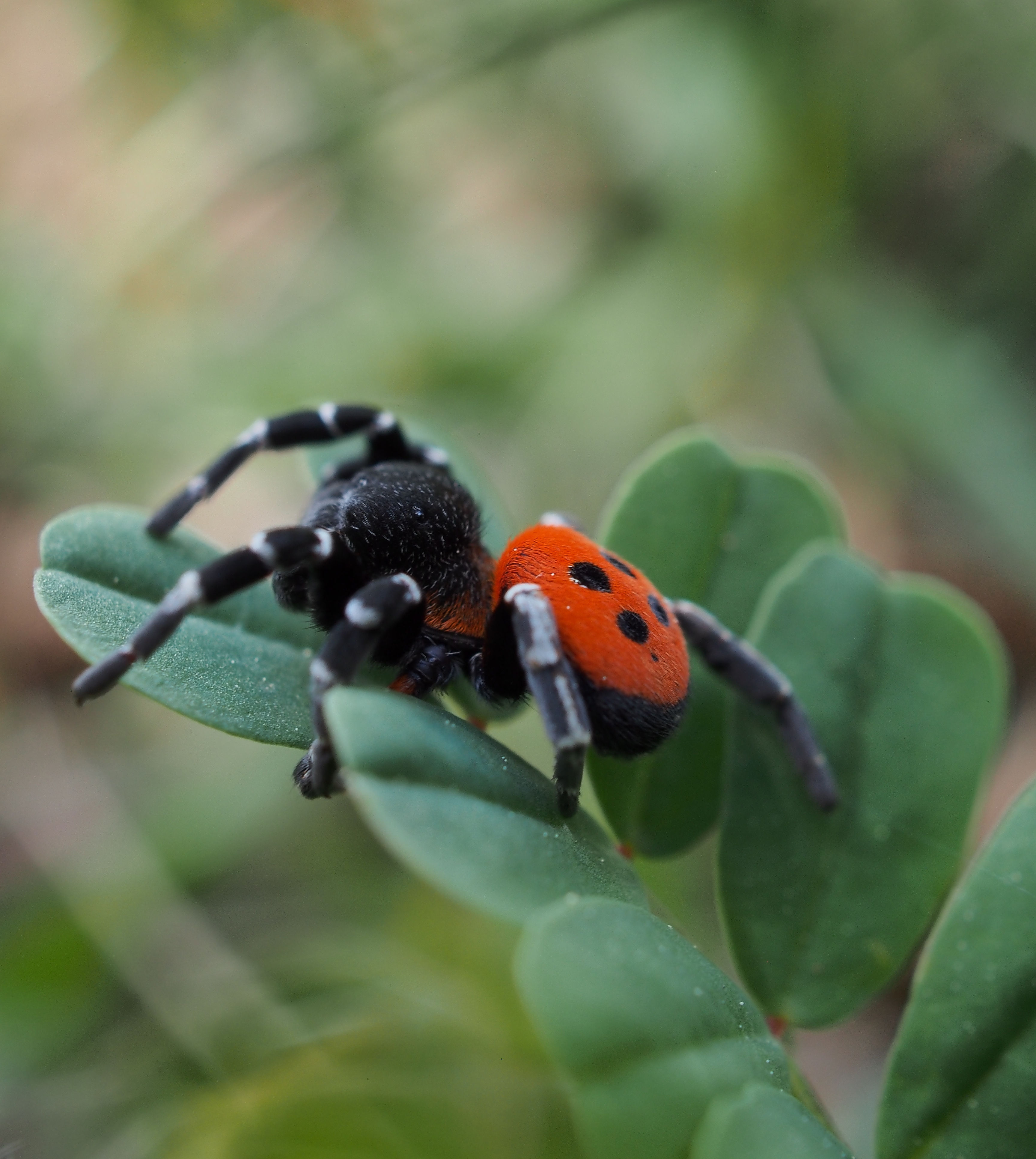
Lateralansicht eines Männchens

Das Männchen der Ringelfüßigen Röhrenspinne erreicht eine Körperlänge von sechs bis elf und das Weibchen eine von acht bis zwanzig Millimetern, Dabei können beim Männchen 2,9 bis 4,1 (zumeist 3,6) und beim Weibchen 4,2 bis 7,2 (meistens 5,4) Millimeter auf das Prosoma (Vorderkörper) entfallen. Der Körperbau der Art entspricht dem anderer Vertreter der Echten Röhrenspinnen (Eresus).

### Sexualdimorphismus
Wie bei den anderen Echten Röhrenspinnen (Eresus) ist auch bei der Ringelfüßigen Röhrenspinne ein deutlicher Sexualdimorphismus (Geschlechtsunterschied) vorhanden, der sich insbesondere in den verschiedenen Körpergrößen und Farbgebungen der beiden Geschlechter bemerkbar macht.

#### Männchen

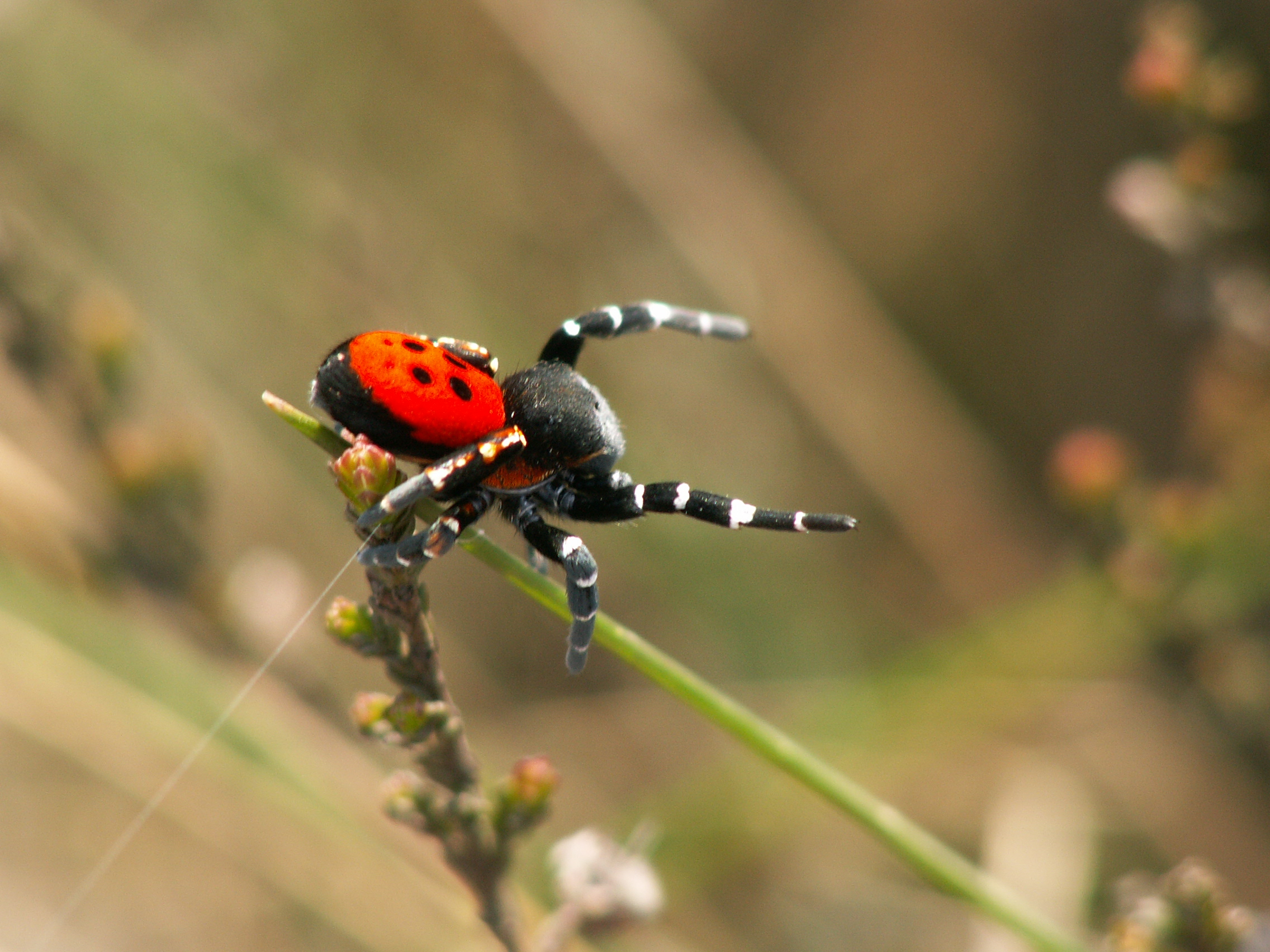
Rückansicht eines Männchens mit dem hier gut sichtbaren dritten Punktpaar und den geringelten Beinen

Das Männchen der Ringelfüßigen Röhrenspinne ist wie die der anderen Echten Röhrenspinnen (Eresus) deutlich kleiner und verfügt überdies über eine deutlich auffälligere Farbgebung. Das Prosoma, das beim Männchen fast so breit wie das Opisthosoma (Hinterleib) ist, ist schwarz gefärbt und besitzt auch einzelne weißliche Setae (Haare). Der Carapax (Rückenschild des Prosomas) verfügt über eine geringfügig ausgeprägte Erweiterung nach vorne und der Bereich zwischen den hinteren Seiten- sowie Mittelaugen ist nahezu flach gebaut. Das Sternum (Brustschild des Prosomas) ist schwarzbraun gefärbt und entweder  mit roten Setae umrandet oder vollständig mit diesen bedeckt. Die gänzlich schwarzen Cheliceren (Kieferklauen) des Männchens weisen eine vollständige Bedeckung aus schwarzen Setae auf.
Die ebenfalls schwarz gefärbten Beine des Männchens verfügen über die namensgebenden Ringel, die aus weißen Setae gebildet werden und um die Gelenke bedecken. Die dorsalen Seiten der Femora (Schenkel) des dritten und des vierten Beinpaares sind auf basaler (zur Basis hin orientierter) Fläche geringfügig mit roten Haaren bedeckt. Die dorsalen (oberen) Seiten der Patellae (Glieder zwischen Femora und Tibien) des zweiten bis zum vierten Beinpaar und teilweise auch die Tibien (Schienen) des vierten Beinpaares weisen häufig je ein Längsband aus weißen Haaren auf.
Mit den anderen Männchen der Arten der Echten Röhrenspinnen teilt das Männchen der Ringelfüßigen Röhrenspinne die rote Grundfärbung des Opisthosomas (Hinterleib) auf der Dorsalfläche und die paarmäßig angelegten schwarzen Punktierungen. Das Männchen der Ringelfüßigen Röhrenspinne verfügt aber im Gegensatz zu den anderen Arten der Gattung, die dort lediglich zwei Punktpaare aufweisen, zusätzlich über ein drittes hinter den beiden vorherigen, das meist aber deutlich kleiner als diese ist. Außerdem sind die Punktpaare beim Männchen der Ringelfüßigen Röhrenspinne für gewöhnlich nicht umrandet. Die Ventralseite (Unterseite) des Opisthosomas beim Männchen dieser Art ist gänzlich schwarz gefärbt. Die auffälligen Farbelemente auf der Dorsalseite des Opisthosomas beim Männchen dienen als Warnfarben, die Prädatoren (Fressfeinde) abschrecken sollen, da Männchen diesen besonders auf der Suche nach Weibchen ausgesetzt sein können.

#### Weibchen

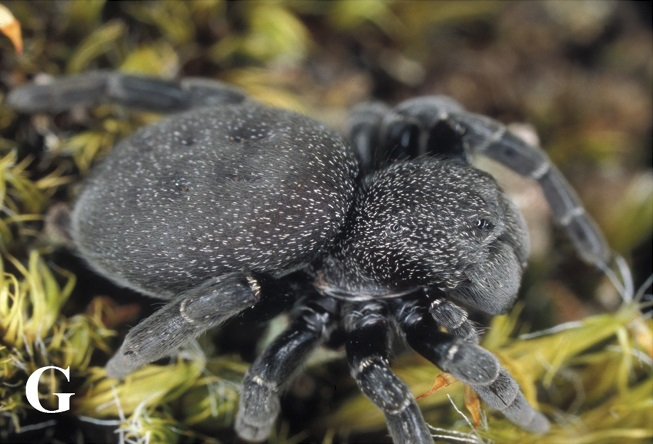
Subadultes Weibchen

Das ebenfalls wie bei den anderen Echten Röhrenspinnen (Eresus) deutlich größere Weibchen besitzt eine schwarze Grundfärbung. So ist auch sein Prosoma schwarz, teilweise aber auch grau gefärbt und besitzt anders als die Weibchen anderer Arten der Gattung keine Stirnbehaarung am Carapax, dafür aber einzelne weiße Setae. Um die Mittelaugen des Weibchens befinden sich überdies blasse und rostrote Setae. Die Cheliceren des Weibchens erscheinen braunschwarz und sind mit langen schwarzen Setae und ebenso mit vereinzelten kurzen, blassen und rostroten Setae auf der Basalhälfte versehen.
Ebenso verfügen auch die Femora, die Patellae und die Tibien sowie die Metatarsen (Fersenglieder der Tarsen, bzw. Fußglieder) vom ersten bis zum dritten Beinpaar auf der Dorsalseite über vereinzelt angelegte und auf der distalen (weiter vom Zentrum entfernt liegenden) Seite über gehäuft angelegte kurze, blasse und rostrot gefärbte Setae.
Das Opisthosoma des Weibchens erscheint violettschwarz. Es ist mit langen schwarzen Setae und bei einigen Individuen anterior (vorn) mit vereinzelten, kurzen und weißen Haaren versehen.

### Genitalmorphologische Merkmale
Die Bulbi (männliche Geschlechtsorgane) der Ringelfüßigen Röhrenspinne besitzen distal (vom Zentrum der Bulbi entfernt) Konduktoren (Spitzen der Emboli, den vordersten Skleriten, bzw. Hartteilen der Bulbi), die distal lang und spitz sind und eine tiefe Einkerbung besitzen. Der Leiter eines einzelnen Bulbus ist fast glatt und lateral betrachtet etwas länger als breit. Der für die Gattung typische Endzahn eines einzelnen Bulbus ist der Ringelfüßigen Röhrenspinne kräftig gebaut und deutlich höher als die Lamelle und zur ebenfalls für die Echten Röhrenspinnen (Eresus) typische Furche hin leicht gebogen. Diese ist bei der Ringelfüßigen Röhrenspinne groß und U-förmig. Der basale Teil des Leiters ist ventral betrachtet merklich breit.
Die Epigyne (weibliches Geschlechtsorgan) der Art ist von nahezu rechteckiger Grundform und anders als bei den anderen Echten Röhrenspinnen (Eresus) vorne nicht unterteilt, obgleich dort ein schwach ausgeprägtes und längsgerichtetes Septum (Trennwand) vorhanden sein kann. Die Vulva ist anterior (vorn) schmal und die Einführgänge sind anders als bei den anderen Echten Röhrenspinnen kaum geklappt. Die Spermatheken (Samentaschen) erscheinen undeutlich lappenförmig und reichen seitlich weiter als die Kopulationsgänge. Diese sind fein sklerotisiert und im vorderen Teil der Vulva kreisförmig gebaut.

### Ähnliche Arten

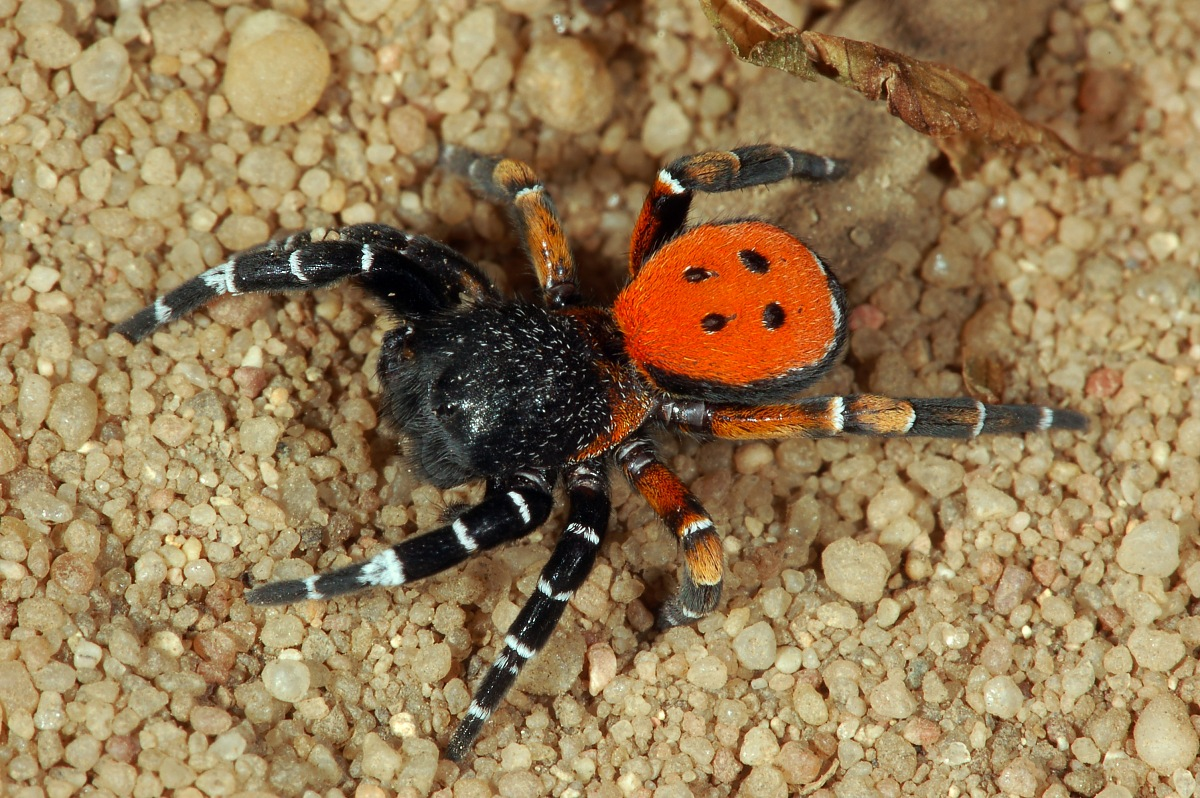
Männchen der Roten Röhrenspinne (Eresus kollari)

Es kommt gelegentlich zu Verwechslungen der Ringelfüßigen Röhrenspinne mit anderen Arten der Echten Röhrenspinnen (Eresus). Ein wesentliches Unterscheidungsmerkmal sind die Punktpaare auf dem Opisthosoma des Männchens, deren Anzahl beim Männchen dieser Art zumeist drei und seltener zwei, bei den Männchen anderer Arten der Gattung jedoch nie mehr als zwei beträgt. Das Weibchen der Ringelfüßigen Röhrenspinne wird innerhalb der Gattung durch seine fehlende Stirnzeichnung charakterisiert. Die meisten Gemeinsamkeiten weist die Art mit der für gewöhnlich nur geringfügig größeren Roten Röhrenspinne (Eresus kollari) auf. Unterschiede beider Arten sind u. a. das beim Männchen der Roten Röhrenspinne teilweise rot gefärbte dritte und vierte Beinpaar. Auch die weiblichen Tiere beider Arten ähneln einander sehr. Das Weibchen der Roten Röhrenspinne besitzt allerdings eine gelbliche Stirnbehaarung.

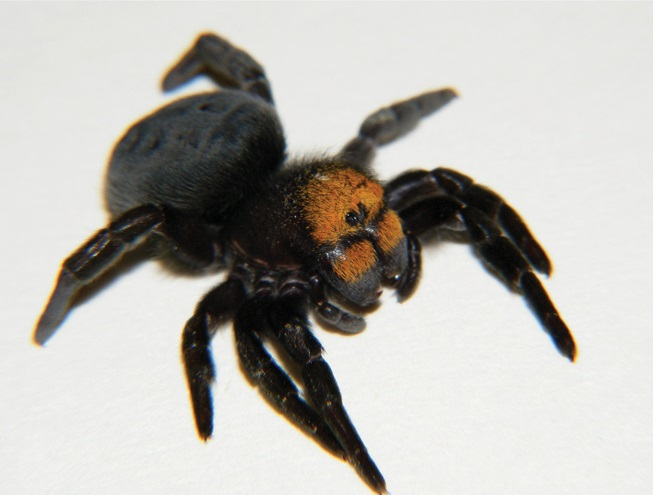
Weibchen von Eresus moravicus

Das Männchen von Eresus moravicus, der dritten in Mitteleuropa vorkommenden Art der Gattung (hier allerdings auf Tschechien und Österreich beschränkt), unterscheidet sich von dem der Ringelfüßigen Röhrenspinne durch die beiden hinteren Beinpaare, die hier flächendeckend rot gefärbt sind. Das Weibchen von E. moravicus weist auf der Stirn und der Chelicerenbasis einen zusammenhängenden, leuchtend gelben Flecken auf. Das Männchen der im mediterranen Raum weit verbreiteten Griechischen Röhrenspinne (E. walckenaeri) verfügt an den beiden vorderen Beinpaaren anstelle von Ringelungen über weiße Zeichenelemente. Die beiden hinteren Beinpaare des Männchens dieser Art sind durch weißliche und gelbliche Längsstreifen gekennzeichnet. Das Weibchen der Griechischen Röhrenspinne lässt sich neben dem auf dem vorderen Rand des Opisthosoma verlaufenden und rötlich gefärbten Band durch dessen deutlich größer ausfallende Körperlänge von maximal 40 Millimetern von dem der Ringelfüßigen Röhrenspinne unterscheiden.

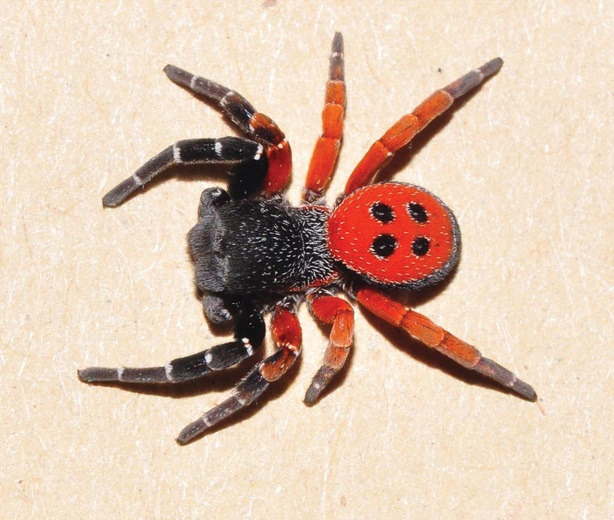
Männchen von Eresus hermani

Ein weiterer Verwechslungskandidat der Ringelfüßigen Röhrenspinne ist die in Tschechien endemische Art Eresus hermani. Deren Männchen hat allerdings ein nahezu gänzlich schwarzes Prosoma. Lediglich die hinteren Flanken des Carapax des Männchens der Art weisen einen leichten Rotschimmer auf. Die Beinfärbung des Männchens von E. hermani ähnelt der des Männchens von E. moravicus. Das Weibchen von E. hermani verfügt über eine weißliche Stirnbehaarung.

## Vorkommen

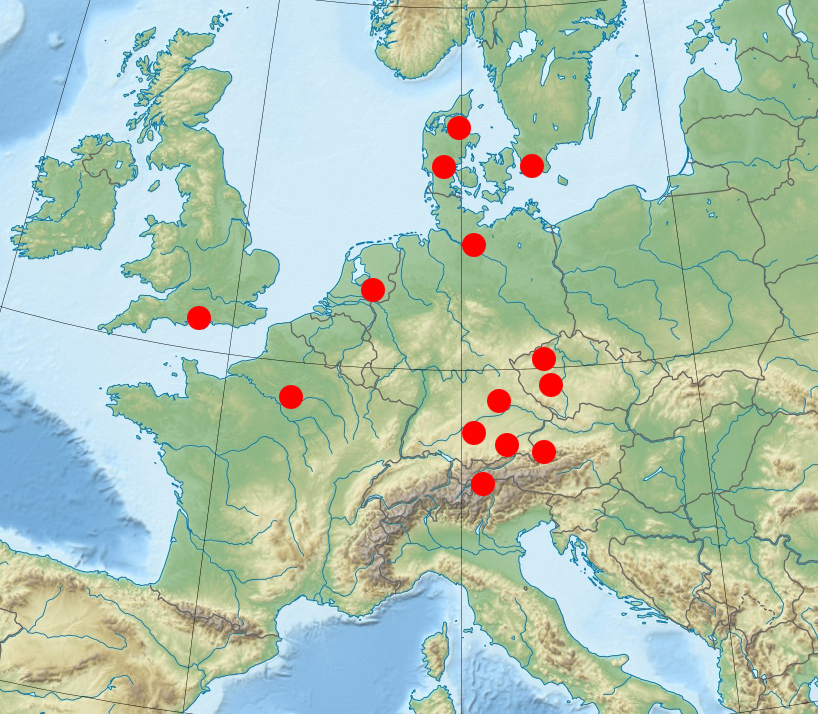
Fundorte der Ringelfüßigen Röhrenspinne

Die in Europa vorkommende Ringelfüßige Röhrenspinne besitzt das nördlichste Verbreitungsgebiet aller Echten Röhrenspinnen. Es erstreckt sich von Nordeuropa ab dem Süden Schwedens über weite Teile Mitteleuropas mitsamt Südengland. Dort wurde die Ringelfüßige Röhrenspinne in der Unitary Authority Bournemouth, Christchurch and Poole im Osten der Grafschaft Dorset, an der Kynance Cove im Südwesten der Grafschaft Cornwall und darüber hinaus auf der Isle of Wight (Grafschaft Hampshire) nachgewiesen. Während das Verbreitungsgebiet der Art östlich in Tschechien endet, reicht es in Richtung Süden bis in die österreichischen Alpen und nach Westen hin bis in den Norden Frankreichs hinein. In den Südalpen wurde die Ringelfüßige Röhrenspinne bis zu einer Höhe von 2.000 Metern über dem Meeresspiegel nachgewiesen.
Bisherige Funde der Art in Deutschland konnten in Schleswig-Holstein, in der Schwäbischen Alb, im Altmühltal und auch in der Donauregion in Bayern verzeichnet werden. Zuvor erfolgte Sichtungen der Ringelfüßigen Röhrenspinne in Italien erwiesen sich als fehlerhaft. Außerdem stellte sich bei vermeintlichen Funden der Art aus der Türkei und den Pyrenäen heraus, dass es sich bei diesen um bisher unbeschriebene Arten der Echten Röhrenspinne handelt.

### Lebensräume

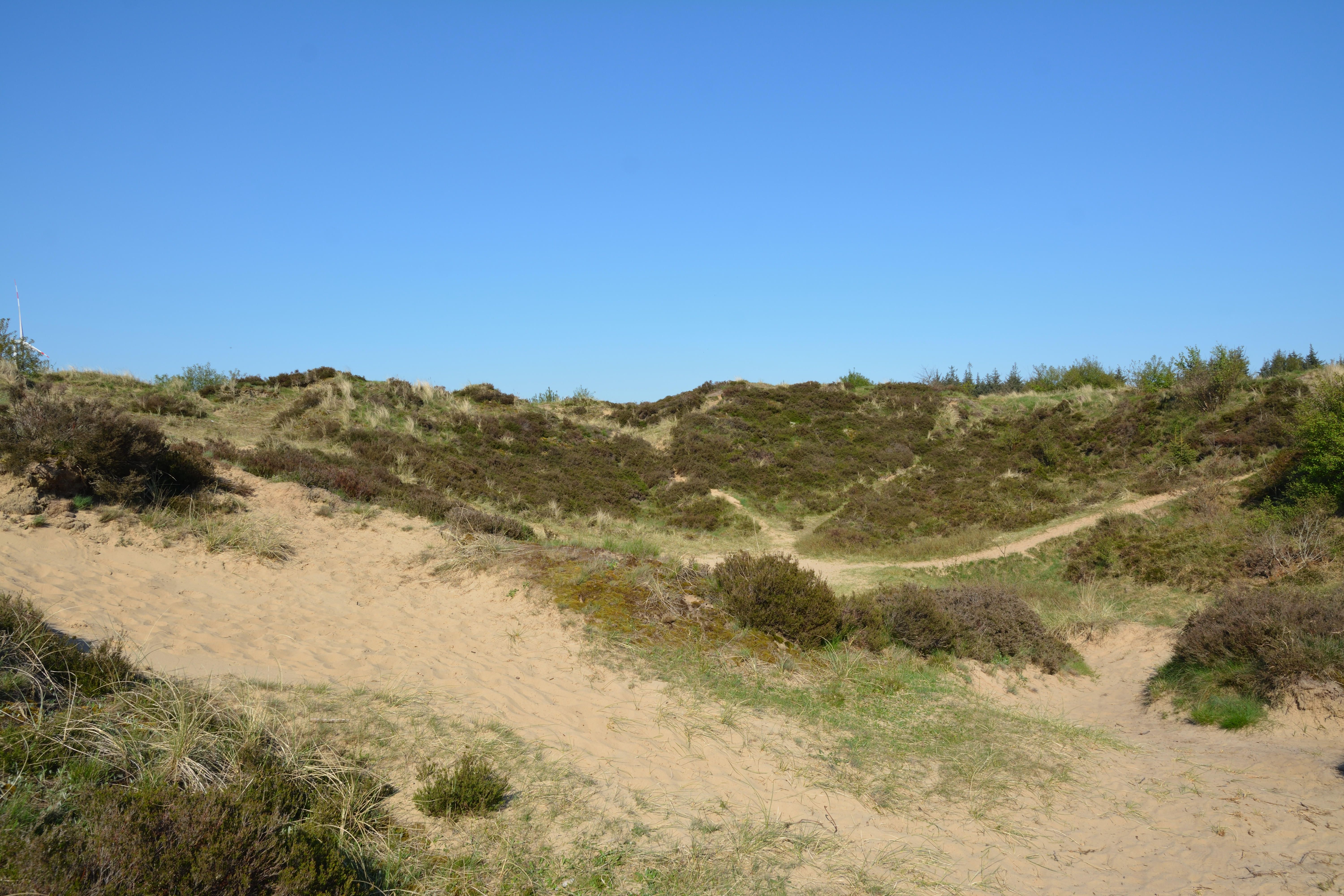
Ein Beispiel für einen Fundort der Ringelfüßigen Röhrenspinne sind die Süderlügumer Binnendünen in Schleswig-Holstein.

Die Habitate der Ringelfüßigen Röhrenspinne bilden ähnlich wie bei der Roten Röhrenspinne (Eresus kollari) trockene und sandige Heidelandschaften, dazu nimmt die Ringelfüßige Röhrenspinne auch steinigen und felsigen Bodengrund an. Trotz der vielen Gemeinsamkeiten der bevorzugten Lebensräume beider Arten sind bislang nie gemeinsame Funde der Ringelfüßigen und der Roten Röhrenspinne in einem Gebiet erfolgt.

### Bedrohung und Schutz

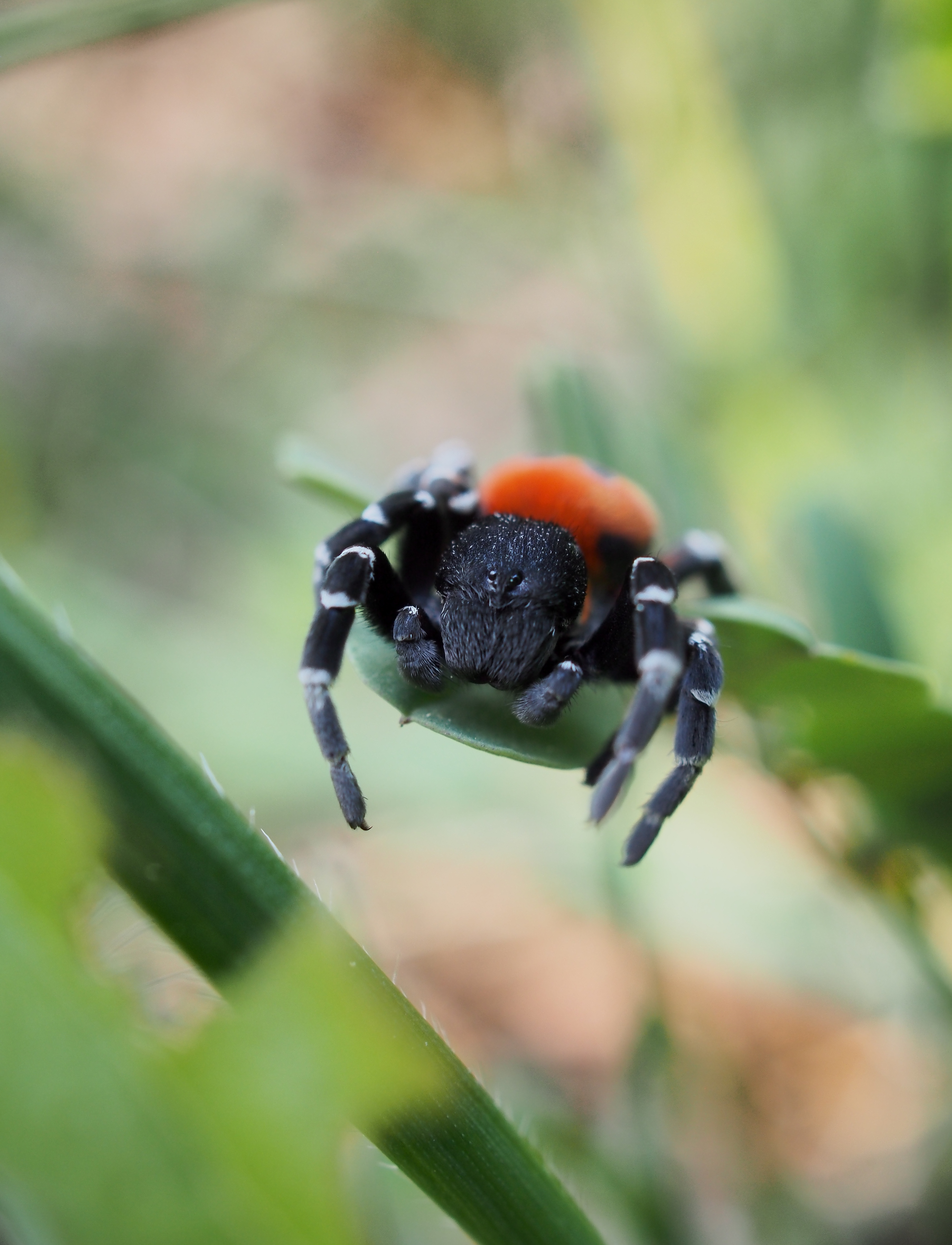
Männchen, gefunden in Dietfurt an der Altmühl.

Der globale Bestand der Ringelfüßigen Röhrenspinne wird von der IUCN nicht geführt, aber noch immer sind wie bei der Roten Röhrenspinne (Eresus kollari) schwindende Bestände, bedingt durch den Rückgang der Lebensräume beider Arten, besonders in Deutschland zu verzeichnen.
Die Rote Liste gefährdeter Arten erfasst die Ringelfüßige Röhrenspinne im Vereinigten Königreich in die Kategorie VU („vulnerable/verletzlich“, gefährdet), sie genießt zudem gesetzlichen Schutz. Die Bedrohung dort wird durch das kleine Verbreitungsgebiet im Süden Englands begünstigt. Bis zu neuen Funden der Art 1979 galt die Art dort als ausgestorben. Allerdings sank die Zahl der gefundenen Netze von 1.175, die 1980 gezählt wurden, auf 825 im Jahr 2007. Daher existieren im Vereinigten Königreich Bestrebungen für Schutzmaßnahmen, durch Erhalt ihrer Lebensräume. In Tschechien wird die dort selten gefundene Art in die Kategorie CR („critically endangered“, vom Aussterben bedroht) und in Schweden in die Kategorie EN („endangered“, stark gefährdet) eingestuft.
In Deutschland ist die Art sehr selten zu finden. Sie wird in der Roten Liste gefährdeter Arten Tiere, Pflanzen und Pilze Deutschlands in die Kategorie 2 („stark gefährdet“) eingestuft. Wie die Rote Röhrenspinne ist auch die Ringelfüßige Röhrenspinne in Deutschland gesetzlich geschützt.

## Lebensweise
Wie andere Röhrenspinnen legt auch die tagaktive Ringelfüßige Röhrenspinne ein für die Familie typisches Spinnennetz zum Beutefang an. Wie bei der Roten Röhrenspinne (Eresus kollari) sind auch bei dieser Art oftmals hohe Individuendichten an einem Ort vorhanden.

### Jagdverhalten und Beutespektrum

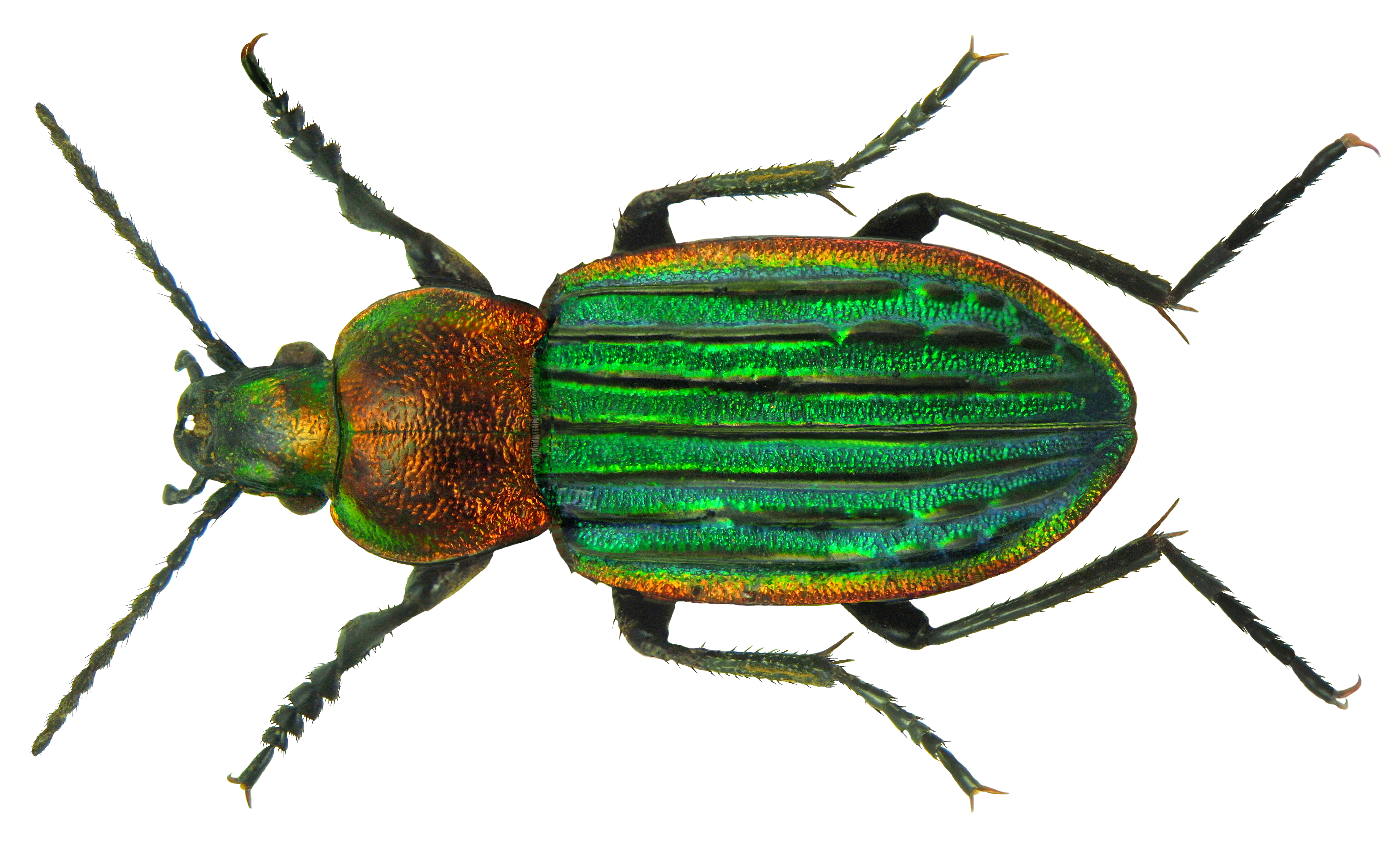
Bodenbewohnende und auch wehrhafte Gliederfüßer, wie der Heidelaufkäfer (Carabus nitens) zählen zu den häufigeren Beutetieren der Ringelfüßigen Röhrenspinne.

Das Spinnennetz der Ringelfüßigen Röhrenspinne entspricht vom Funktionsprinzip dem anderer Röhrenspinnen und hat den gleichen Aufbau wie das der Roten Röhrenspinne (Eresus kollari). Das Netz wird an sonnigen Stellen in niedriger Vegetation in der Nähe von Sträuchern angelegt, die einen gewissen Windschutz bieten. Das eigentliche Fangnetz besteht aus einem waagerechten Netzteppich, der an einer Seite in wollartige (cribellate, ohne Leimtröpfchen) Fangfäden  übergeht. Auf der Rückseite mündet es in einer Röhre, die etwa 50 bis 100 Millimeter weit in den Boden führt. In dieser selbst gegrabenen Röhre hält sich die Spinne auf.
Das Netz funktioniert nach dem Prinzip des Trichternetzes, wie es in ähnlicher Form auch von  Trichterspinnen der Familie Agelenidae benutzt wird. Gerät ein Beutetier in die Fangfäden, bemerkt die Spinne dies durch das Vibrieren des Netzes. Sie schnellt aus der Erdröhre hervor und versetzt dem Beutetier mit ihren Kieferklauen (Cheliceren) einen Giftbiss, zumeist in ein Bein. Die gelähmte Beute wird dann häufig mit den Cheliceren gepackt, in den Unterschlupf der Spinne verschleppt und dort verzehrt. Die Nahrungsaufnahme kann einige Stunden bis Tage andauern. Nach ein paar Tagen werden die Beutereste aus dem Netz transportiert und in der näheren Umgebung abgelegt. Meist handelt es sich dabei um in Einzelteile zerlegte, aber gut erhaltene Exoskelette von ausgesogenen Gliederfüßern.
Zum Beutespektrum der Ringelfüßigen Röhrenspinne gehören, wie bei anderen Echten Röhrenspinnen (Eresus) auch, bodenbewohnende Gliederfüßer wie Käfer und Tausendfüßer. Mit ihrer effektiven Fangtechnik kann die Ringelfüßige Röhrenspinne auch recht große und wehrhafte Beutetiere wie Lauf- und Mistkäfer erbeuten. Die kräftigen Cheliceren der Ringelfüßigen Röhrensinne durchdringen problemlos auch härtere Exoskelette, wenngleich die Spinne ihre Beutetiere bevorzugt in eine der Extremitäten beißt.

### Lebenszyklus
Der Lebenszyklus der Ringelfüßigen Röhrenspinne gliedert sich wie bei anderen Spinnen in mehrere Etappen und ist wie bei vielen in den gemäßigten Klimazonen verbreiteten Spinnenarten von den Jahreszeiten abhängig.

#### Zusammenfinden der Geschlechtspartner und Paarung

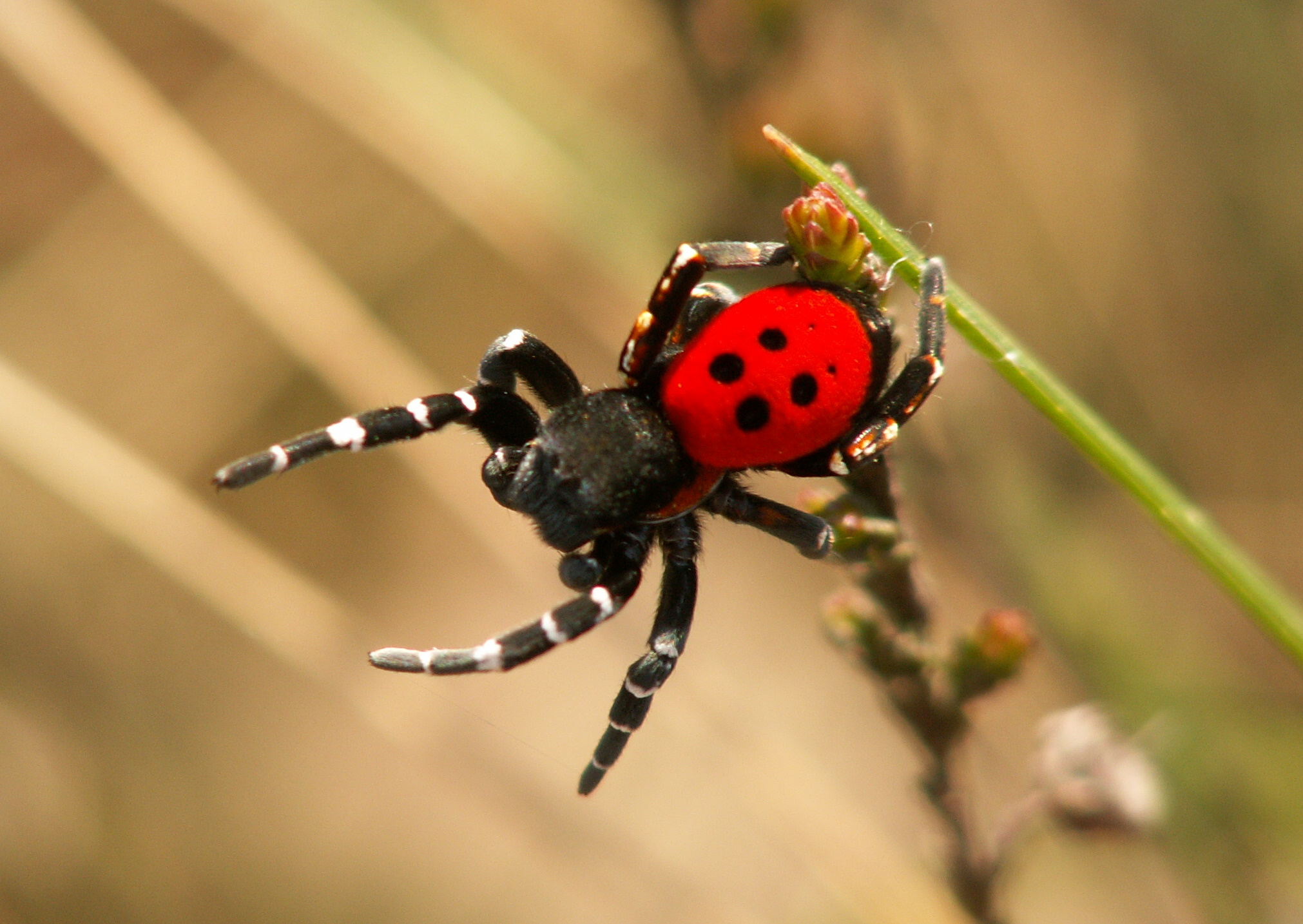
Ein Männchen versucht Pheromone eines Weibchens aufzuspüren

Die Paarungszeit der Ringelfüßigen Röhrenspinne verläuft von April bis Juni und beläuft sich somit auf die gesamte Phänologie (Aktivitätszeit) der ausgewachsenen Tiere beider Geschlechter. Hinsichtlich ihres Fortpflanzungsverhaltens gleicht die Ringelfüßige Röhrenspinne ebenfalls weitestgehend der Roten Röhrenspinne (Eresus kollari). Ein Männchen verlässt sein Fangnetz und begibt sich auf die Suche nach einem geschlechtsreifen Weibchen. Ein solches sondert arteigene Pheromone aus, die vom Männchen mittels spezieller Organe an den vorderen Beinpaaren wahrgenommen werden können. Für diesen Zweck hält das Männchen diese Beine nach oben. Mithilfe der von einem Weibchen ausgesonderten Pheromone kann ein Männchen dieses also auffinden. Außerhalb seines Unterschlupfes ist das suchende Männchen möglichen Prädatoren (Fressfeinden) stärker ausgesetzt, die durch die Warnfärbung abgeschreckt werden sollten. Zusätzlich kann das Männchen im Falle einer Bedrohung sein Opisthosoma aufrichten und zitternde Bewegungen vollführen, was den Effekt der Warnfärbung verstärkt.
Sollte ein Männchen eine Geschlechtspartnerin ausfindig gemacht haben, begibt es sich in ihren Unterschlupf. Ein Balzverhalten scheint dabei nicht stattzufinden. Dies trifft vermutlich auch auf die Rote Röhrenspinne und Eresus moravicus zu. Exemplare beider Geschlechter können während der Paarungszeit auch gemeinsam im Netz eines Weibchens angetroffen werden. Dabei finden vermehrt Paarungen statt.

#### Eiablage und Heranwachsen der Jungtiere
Im Sommer fertigt ein zuvor verpaartes Weibchen einen linsenförmigen Eikokon an, der 35 bis 80 Eier enthalten kann. Der Kokon weist überdies eine dichte innere Hülle mit seidiger Eigenschaft und eine äußere mit gelblicher Färbung auf. Am Tag wird er vom Weibchen an der Mündung der Wohnröhre der Sonne entgegengehalten und in der Nacht tief in der Röhre aufbewahrt.
Die Jungtiere verbleiben nach dem Schlupf bei ihrer Mutter und lassen sich von dieser von Mund zu Mund füttern. Kurz nach dem Schlupf stirbt sie und dient ihren Nachkommen als Nahrung. Diese überwintern noch gemeinsam im Netz der einstigen Mutter, ehe sie sich im folgenden Frühjahr verselbstständigen und heranreifen und dabei eigene Fangnetze herstellen. Wie bei anderen Arten der Echten Röhrenspinnen (Eresus) dauert auch das Heranwachsen der Jungtiere der Ringelfüßigen Röhrenspinne mehrere Jahre, so beläuft sich der gesamte Lebenszyklus der Art auf mindestens vier. Im Gegensatz zur Roten Röhrenspinne, bei der das Männchen unmittelbar nach der Reifehäutung ein Weibchen aufsucht, verbleibt das herangereifte Männchen der Ringelfüßigen Röhrenspinne noch einige Zeit in seinem Netz, ehe es sich ab April dieser Tätigkeit widmet.

## Bissunfälle und Symptome
Der Ringelfüßigen Röhrenspinne ist es möglich, auch den Menschen mit ihren kräftigen Cheliceren zu beißen. Der Biss selber verursacht allerdings im Regelfall keine medizinisch relevanten Folgen. Es kommt zu Schmerzen im Bereich der Bisswunde, fieberartigen Symptomen und einem erhöhten Herzschlag, die nach ein bis zwei Stunden abklingen. Es kann allerdings vorkommen, dass ein Bissopfer für einen Tag anhaltende starke Kopfschmerzen empfindet und die Bissstelle für einige Tage recht empfindlich ist. Wird man von einem Exemplar der Ringelfüßigen Röhrenspinne in den Finger gebissen, können die Schmerzen bis in die Achsel ausstrahlen.

## Systematik

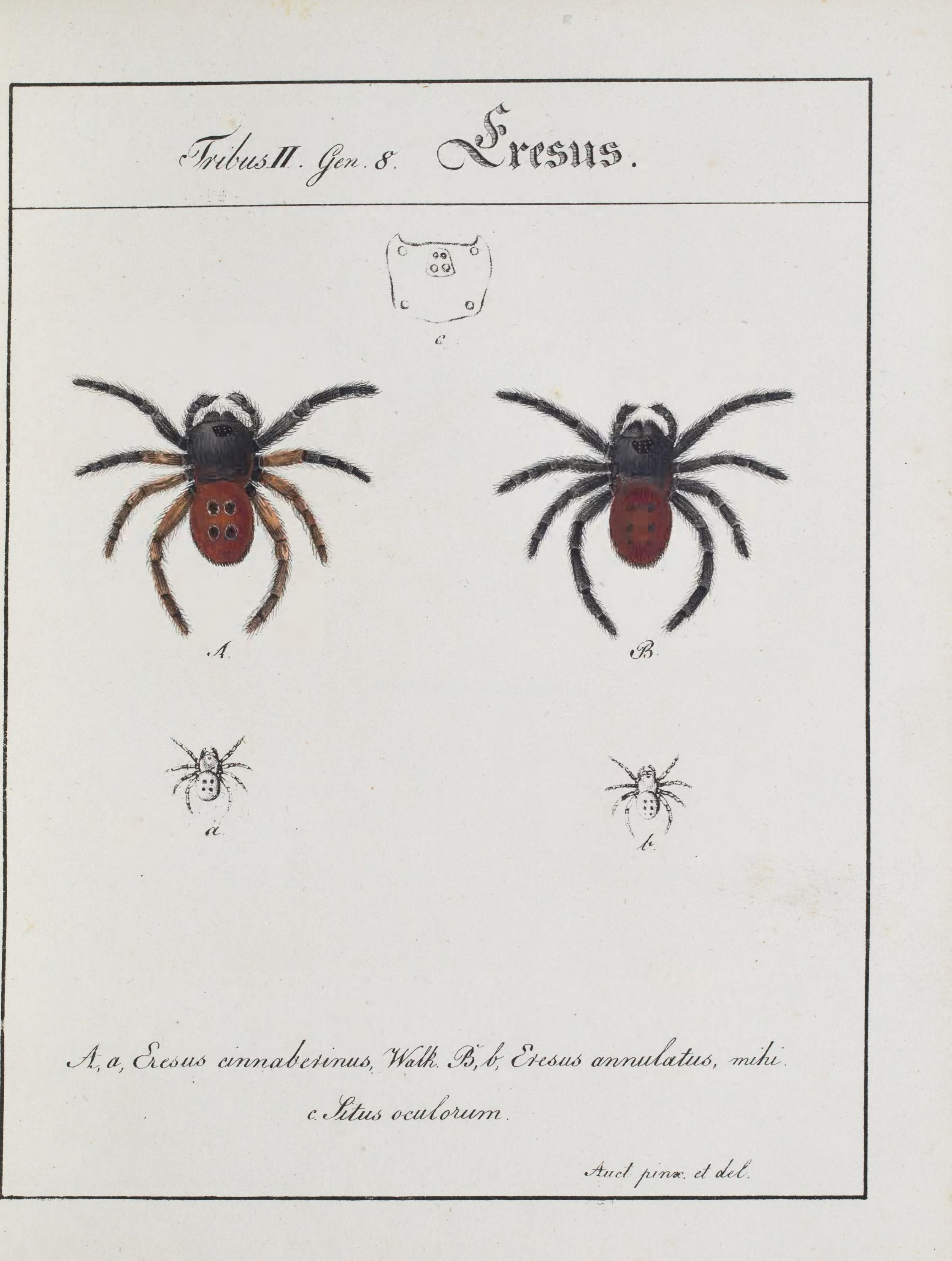
Abbildungen je eines männlichen Tieres der Roten (E. kollari, links) und der Ringelfüßigen Röhrenspinne (rechts) aus Monographia Aranearum / Monographie der Spinnen von Carl Wilhelm Hahn (1820)

Die Systematik befasst sich im Bereich der Biologie sowohl mit der taxonomischen (systematischen) Einteilung als auch mit der Bestimmung (Biologie) und mit der Nomenklatur (Disziplin der wissenschaftlichen Benennung) von Lebewesen, der Ringelfüßigen Röhrenspinne eingeschlossen.
Der Artname sandaliatus ist eine Abwandlung des lateinischen Nomens sandalia, welches übersetzt „Sandalen“ bedeutet. Der Artname ist auf die Ringelung der Beine bezogen.

### Beschreibungsgeschichte
Die Ringelfüßige Röhrenspinne wurde 1778 von Friedrich Martini und Johann August Ephraim Goeze als Aranea sandaliata erstbeschrieben. Dabei erhielt sie von Martin Lister und Martini die deutschsprachige Trivialbezeichnung „Rot(h)er Pantoffelhaffen“. 1861 wurde sie von Blackwall als Unterart der Roten Röhrenspinne (Eresus kollari, damals unter dem Namen Eresus cinnaberinus bekannt) zugeordnet. Erst durch Ratschker und Bellmann erhielt die Ringelfüßige Röhrenspinne als Eresus sandaliatus wieder ihren noch heute bestehenden Artstatus. 2008 wurde auch der ebenfalls zuvor als Unterart der Roten Röhrenspinne angesehenen Eresus moravicus dieser Status zugestanden. Dies ist durch eine in diesem Jahr geschehene Revision (Überarbeitung der Systematik) der Gattung der Echten Röhrenspinnen (Eresus) innerhalb Mitteleuropas geschehen.

### Innere Systematik und Abgrenzung zu den anderen mitteleuropäischen Arten der Gattung
Die 2008 durchgeführte Revision der Gattung, durch die die drei zuvor genannten Arten einschließlich der Ringelfüßigen Röhrenspinne wieder ihren Artstatus erhielten, ergab, dass diese sich morphologisch sehr ähneln, aber hinsichtlich genitalmorphologischer Merkmale, der Beschaffenheit des Prosomas, der Körperdimensionen und der Färbung unterscheiden. Es wurden keine morphologischen Zwischenformen festgestellt. Ferner unterscheiden sich die drei Arten durch ihre jeweilige Phänologie, ihre bevorzugten Habitate und ihrer genetischen Eigenschaften. Genetische Daten zeigten jedoch, dass in Mitteleuropa vorkommende und untersuchte Populationen der Roten Röhrenspinne (E. kollari) sich als vermutete (putative) Hybride der Roten und der Ringelfüßigen Röhrenspinne erwiesen. Daher ist die Rote Röhrenspinne als Morphospezies genetisch paraphyletisch. Damit sind die Arten kladistisch betrachtet monophyletische Einheiten. Dieser Ansatz schließt jedoch eine unfertige Sortierung der Abstammungslinien bei neuen Arten aus oder dass Taxa, die eine introgressive Hybridisierung erfahren, effektiv als eine Elternart fungieren können.
Die genauere verwandtschaftliche Stellung der Populationen der Ringelfüßigen Röhrenspinne sowie der Roten Röhrenspinne (E. kollari) und Eresus moravicus innerhalb der Gattung der Echten Röhrenspinnen (Eresus) mit Bezug auf die variierenden genetischen Eigenschaften der Populationen nach geographischer Lage wird durch folgendes Kladogramm veranschaulicht:
|                         | \| \| E. kollari (Ostdeutschland) & E. sandaliatus (Tschechien) \| \| \| \| \| \| E. kollari (Tschechien) \| \| \| \| \| \| E. sandaliatus (Donauregion in Bayern) \| \| Vorlage:Klade/Wartung/3 \| \| |
|                         | |
|                         | E. kollari (Tschechien) |
|                         | |
|                         | E. sandaliatus (Dänemark, England & Schweden) |
| Vorlage:Klade/Wartung/3 | |
|                         | E. kollari (Ostdeutschland) & E. sandaliatus (Tschechien) |
|                         | |
|                         | E. kollari (Tschechien) |
|                         | |
|                         | E. sandaliatus (Donauregion in Bayern) |
| Vorlage:Klade/Wartung/3 | |

|                         | E. kollari (Ostdeutschland) & E. sandaliatus (Tschechien) |
|                         |                                                           |
|                         | E. kollari (Tschechien)                                   |
|                         |                                                           |
|                         | E. sandaliatus (Donauregion in Bayern)                    |
| Vorlage:Klade/Wartung/3 |                                                           |

|                         | \| \| E. kollari (Ostdeutschland) & E. sandaliatus (Tschechien) \| \| \| \| \| \| E. kollari (Tschechien) \| \| \| \| \| \| E. sandaliatus (Donauregion in Bayern) \| \| Vorlage:Klade/Wartung/3 \| \| |
|                         | |
|                         | E. kollari (Tschechien) |
|                         | |
|                         | E. sandaliatus (Dänemark, England & Schweden) |
| Vorlage:Klade/Wartung/3 | |
|                         | E. kollari (Ostdeutschland) & E. sandaliatus (Tschechien) |
|                         | |
|                         | E. kollari (Tschechien) |
|                         | |
|                         | E. sandaliatus (Donauregion in Bayern) |
| Vorlage:Klade/Wartung/3 | |

|                         | E. kollari (Ostdeutschland) & E. sandaliatus (Tschechien) |
|                         |                                                           |
|                         | E. kollari (Tschechien)                                   |
|                         |                                                           |
|                         | E. sandaliatus (Donauregion in Bayern)                    |
| Vorlage:Klade/Wartung/3 |                                                           |

|  | \| \| E. kollari (Tschechien) \| \| \| \| \| \| E. sandaliatus (Dänemark & Tschechien) \| \| \| \| |
|  | |
|  | E. sandaliatus (Dänemark & Tschechien)                                                             |
|  | |
|  | E. kollari (Tschechien)                                                                            |
|  | |
|  | E. sandaliatus (Dänemark & Tschechien)                                                             |
|  | |

|  | E. kollari (Tschechien)                |
|  |                                        |
|  | E. sandaliatus (Dänemark & Tschechien) |
|  |                                        |

|  | \| \| E. kollari (Tschechien) \| \| \| \| \| \| E. sandaliatus (Dänemark & Tschechien) \| \| \| \| |
|  | |
|  | E. sandaliatus (Dänemark & Tschechien)                                                             |
|  | |
|  | E. kollari (Tschechien)                                                                            |
|  | |
|  | E. sandaliatus (Dänemark & Tschechien)                                                             |
|  | |

|  | E. kollari (Tschechien)                |
|  |                                        |
|  | E. sandaliatus (Dänemark & Tschechien) |
|  |                                        |

|                         | \| \| E. kollari (Ostdeutschland) & E. sandaliatus (Tschechien) \| \| \| \| \| \| E. kollari (Tschechien) \| \| \| \| \| \| E. sandaliatus (Donauregion in Bayern) \| \| Vorlage:Klade/Wartung/3 \| \| |
|                         | |
|                         | E. kollari (Tschechien) |
|                         | |
|                         | E. sandaliatus (Dänemark, England & Schweden) |
| Vorlage:Klade/Wartung/3 | |
|                         | E. kollari (Ostdeutschland) & E. sandaliatus (Tschechien) |
|                         | |
|                         | E. kollari (Tschechien) |
|                         | |
|                         | E. sandaliatus (Donauregion in Bayern) |
| Vorlage:Klade/Wartung/3 | |

|                         | E. kollari (Ostdeutschland) & E. sandaliatus (Tschechien) |
|                         |                                                           |
|                         | E. kollari (Tschechien)                                   |
|                         |                                                           |
|                         | E. sandaliatus (Donauregion in Bayern)                    |
| Vorlage:Klade/Wartung/3 |                                                           |

|                         | \| \| E. kollari (Ostdeutschland) & E. sandaliatus (Tschechien) \| \| \| \| \| \| E. kollari (Tschechien) \| \| \| \| \| \| E. sandaliatus (Donauregion in Bayern) \| \| Vorlage:Klade/Wartung/3 \| \| |
|                         | |
|                         | E. kollari (Tschechien) |
|                         | |
|                         | E. sandaliatus (Dänemark, England & Schweden) |
| Vorlage:Klade/Wartung/3 | |
|                         | E. kollari (Ostdeutschland) & E. sandaliatus (Tschechien) |
|                         | |
|                         | E. kollari (Tschechien) |
|                         | |
|                         | E. sandaliatus (Donauregion in Bayern) |
| Vorlage:Klade/Wartung/3 | |

|                         | E. kollari (Ostdeutschland) & E. sandaliatus (Tschechien) |
|                         |                                                           |
|                         | E. kollari (Tschechien)                                   |
|                         |                                                           |
|                         | E. sandaliatus (Donauregion in Bayern)                    |
| Vorlage:Klade/Wartung/3 |                                                           |

|  | \| \| E. kollari (Tschechien) \| \| \| \| \| \| E. sandaliatus (Dänemark & Tschechien) \| \| \| \| |
|  | |
|  | E. sandaliatus (Dänemark & Tschechien)                                                             |
|  | |
|  | E. kollari (Tschechien)                                                                            |
|  | |
|  | E. sandaliatus (Dänemark & Tschechien)                                                             |
|  | |

|  | E. kollari (Tschechien)                |
|  |                                        |
|  | E. sandaliatus (Dänemark & Tschechien) |
|  |                                        |

|  | \| \| E. kollari (Tschechien) \| \| \| \| \| \| E. sandaliatus (Dänemark & Tschechien) \| \| \| \| |
|  | |
|  | E. sandaliatus (Dänemark & Tschechien)                                                             |
|  | |
|  | E. kollari (Tschechien)                                                                            |
|  | |
|  | E. sandaliatus (Dänemark & Tschechien)                                                             |
|  | |

|  | E. kollari (Tschechien)                |
|  |                                        |
|  | E. sandaliatus (Dänemark & Tschechien) |
|  |                                        |